# Marbod

Plemiona germańskie w 50 roku n.e. Markomanowie (Markomannen) zajmują teren m.w. dzisiejszych Czech

Marbod (łac. z celt. Maroboduus – Wielki Kruk; ur. ok. 30 p.n.e., zm. 37 n.e. w Rawennie) – władca (król) plemienia Markomanów. 

## Zakładnik Rzymu
Jako chłopiec trafił do Rzymu w charakterze zakładnika, żywej gwarancji pokoju ze strony Markomanów. Przebywał tam od 10 do 15 lat, zapoznając się z organizacją państwa rzymskiego, jego strukturą militarną, prawem, dyplomacją. Pobierał nauki u najznakomitszego nauczyciela rzymskiego tamtych czasów Marka Werriusza Flakkusa, uczęszczał też do elitarnej szkoły na Palatynie.

## Organizator państwa i władca
Około 9 p.n.e. Marbod powrócił do Germanii, prawdopodobnie w wyniku ucieczki. W l. 10-9 p.n.e., czyli w czasie sprawowania namiestnictwa Galii przez Druzusa Starszego, została podjęta rzymska ofensywa, w wyniku której Markomanowie zostali zmuszeni do ucieczki z terenów nad Menem i szukania nowych siedzib. Dotarli na wschód, do kraju celtyckich Bojów, czyli Bohemii, obejmującego tereny Kotliny Czeskiej, i je zasiedlili. Według Tacyta odbyło się to na drodze podboju zbrojnego, badania archeologiczne wykazują jednak, że Bojowie opuścili te tereny wcześniej, ulegając presji plemion swebskich nacierających z północy, z dorzecza Łaby. Marbod nawiązał tam relacje z innymi plemionami tworząc silny związek plemienny i organizując państwo, które, jak pisze Wellejusz Paterkulus, "przez ustawiczne ćwiczenia ujął w karby prawie rzymskiej organizacji, a wkrótce powiódł na wyżyny, groźne nawet dla naszego imperium" (Historia rzymska, II 109). Państwo to opanowało tereny od Dunaju na południu, Maruszy i Wisły na wschodzie, po Morze Bałtyckie na północy i Łabę na zachodzie. Pod zwierzchnictwem Marboda lub w strefie jego wpływów znalazła się znaczna część środkowej Europy – dorzecze Łaby zamieszkane przez swebskie plemiona Semnonów i Longobardów, a także tereny Lugiów utożsamianych z ludnością kultury przeworskiej, zajmującej obszary południowej i środkowej części dorzecza Odry i Wisły.  Według Wellejusza Peterkulusa Marbod wystawił także wielką armię "w liczbie 70000 piechoty i 4000 jazdy, którą w ciągłych wojnach z ościennymi ludami ćwiczył i przygotowywał do zadań większych niż stojące aktualnie przed jego państwem" (Historia rzymska, II 109).

## W konflikcie z Rzymem
Rosnąca siła państwa Marboda stworzyła poczucie zagrożenia we władzach rzymskich. W 6 n.e. podjęły one działania mające na celu zniszczenie państwa Marboda. Do wyprawy zmobilizowano znaczne siły – w sumie 12 legionów – które miały uderzyć w dwóch kolumnach: mniejszej pod wodzą Sentiusa Saturninusa od zachodu i większej, pod wodzą Tyberiusza od południa. Kampania została jednak przerwana zaraz po rozpoczęciu na skutek wybuchu powstania w Panonii. Sam Marbod, znając siłę rzymskiej armii, starał się unikać bezpośredniej konfrontacji, szukając jednocześnie porozumienia na drodze dyplomatycznej. W wyniku tych okoliczności w tym samym 6 roku n.e. doszło do porozumienia między Marbodem a Rzymianami, w którym Cesarstwo uznało w Marbodzie króla i przyjaciela Rzymu, a państwo Markomanów weszło w ponad dziesięcioletni okres względnego pokoju i spokoju, okupiony polityczną uległością wobec Cesarstwa. Okres pokoju spowodował rozwój gospodarczy państwa i  napływ rzymskich kupców, którzy, według Tacyta, utworzyli nawet w stolicy państwa Marboda, Marobudum, własną faktorię (Roczniki, II 62). W państwie markomańskim osiedlili się, prawdopodobnie, również rzymscy rzemieślnicy.

## Wojny z Arminiuszem i Katualdą. Utrata władzy.
Rzymianie nie pogodzili się jednak do końca z obecnością u ich granic silnego państwa germańskiego. Na skutek działań dyplomatycznych Tyberiusza w Germanii, dążących do skłócenia plemion germańskich zgodnie z zasadą „dziel i rządź”, Marbod (który chciał być zapewne zbyt niezależny) został w 17 n.e. pokonany w bitwie w Lesie Hercyńskim przez Arminiusza, wodza Cherusków, którego wspierały liczne plemiona sprzymierzone, w tym także do niedawna podległe Marbodowi plemiona Semnonów i Longobardów (Tacyt, Roczniki, II 44-46). 
Wykorzystując porażkę Marboda i osłabienie jego pozycji, mieszkający wśród Gotów na północy, a wygnany wcześniej markomański arystokrata Katualda zebrał silny oddział i w 19 n.e. wtargnął na ziemie Markomanów, pokonując Marboda i niszcząc jego stolicę w Marobudum.

## Ostatnie lata życia
Pokonany Marbod schronił się na rzymskim terytorium. Resztę życia spędził w Rawennie, gdzie został osadzony przez Rzymian i gdzie żył przez 18 lat w odpowiednim jego randze luksusie. Państwo, który stworzył, rozpadło się wkrótce po jego ucieczce. Rzymianie traktowali go jednak do końca jego życia jako kartę przetargową w swojej polityce wobec Swebów, grożąc pomocą w odzyskaniu władzy uciekinierowi w razie nieprzyjaznych kroków ze strony Germanów.

## Marbod w ocenie Tyberiusza
Cesarz Tyberiusz w mowie wygłoszonej w senacie rzymskim tak ocenił Marboda i jego politykę: "ani Filip Macedoński nie był tak niebezpieczny dla Ateńczyków, ani Pyrros Epirski, ani Antiochos Syryjski dla narodu rzymskiego, jak Marbod dla Italii przez bliskość i męstwo swojego ludu". Cesarz przekonywał też, że rzymski "sukces jest tym większy, że unieszkodliwiono przeciwnika tak wielkiego i mówię to z wielkim uznaniem, gdyż Marboda oceniam jako wielką osobowość".